# Трудооленовка (Ореховский район)
Трудооленовка (укр. Трудооленівка) — село,
Яснополянский сельский совет,
Ореховский район,
Запорожская область,
Украина.
Код КОАТУУ — 2323988502. Население по переписи 2001 года составляло 119 человек.

## Географическое положение
Село Трудооленовка находится на расстоянии в 1,5 км от села Листовка (Новониколаевский район) и в 4,5 км от села Ясная Поляна.

## История
- 1876 год — дата основания.